# Carlo Canella

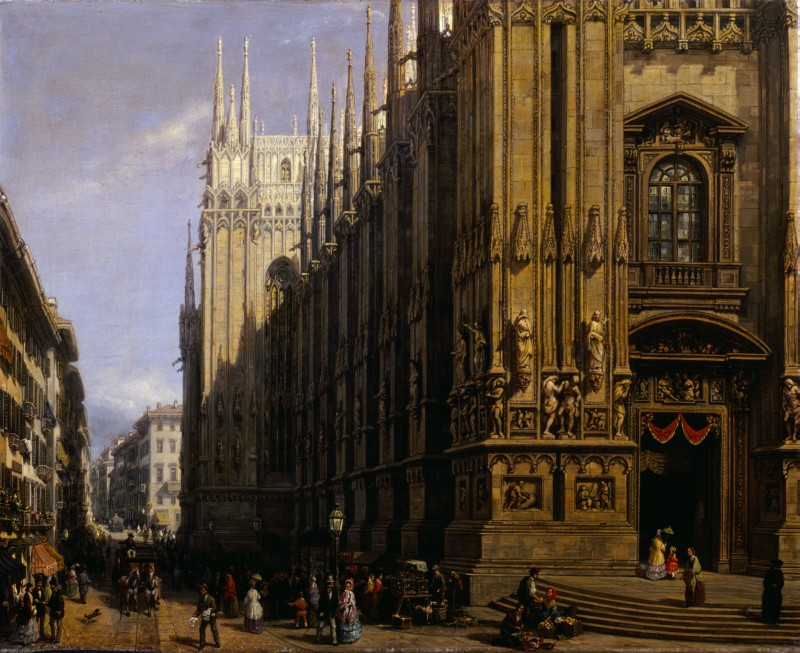
Il Duomo di Milano e la Corsia dei Servi, 1860-1865 (Fondazione Cariplo)

Carlo Canella (Verona, 6 aprile 1800 – Milano, 21 gennaio 1879) è stato un pittore italiano.

## Biografia
La sua formazione avviene nell'ambiente familiare, grazie all'insegnamento del padre, Giovanni, decoratore e scenografo. Dal 1829 è regolarmente presente alle esposizioni dell'Accademia di Belle Arti di Brera con un repertorio di vedute cittadine, ritratti e scene di genere di gusto neofiammingo. Si dedica sporadicamente alla pittura di paesaggio e dalla metà degli anni Trenta si specializza nell'esecuzione di vedute prospettiche di diverse città italiane, privilegiando Milano e Verona, sulle suggestioni delle coeve ricerche del fratello maggiore Giuseppe. Nel 1842 si trasferisce definitivamente a Milano, ma continua ad inviare le sue opere alle rassegne espositive veronesi. Nella produzione della maturità ripete stancamente i medesimi soggetti, spesso riproponendo i modelli di maggior successo del fratello, ed esegue vivaci scene di genere di gusto aneddotico che figurano all'Esposizione internazionale di Porto del 1865 e all'Esposizione Nazionale di Napoli del 1877.